# Lijst van voorzitters van de Tweede Kamer
Hieronder een lijst van voorzitters van de Tweede Kamer in Nederland.
| Periode             |  | Voorzitter                                             | Partij of stroming                                                   | Termijn                                             |
| ------------------- |  | ------------------------------------------------------ | -------------------------------------------------------------------- | --------------------------------------------------- |
| 1815–1816           |  | Jan Elias Nicolaas van Lynden van Hoevelaken           |                                                                      |                                                     |
| 1816–1817           |  | André Charles Membrede                                 |                                                                      |                                                     |
| 1817–1818           |  | Jan Pieter van Wickevoort Crommelin                    |                                                                      |                                                     |
| 1818–1819           |  | Leonard du Bus de Gisignies                            |                                                                      |                                                     |
| 1819–1820           |  | Arnold Hendrik van Markel Bouwer                       |                                                                      |                                                     |
| 1820–1821           |  | André Charles Membrede                                 |                                                                      |                                                     |
| 1821–1822           |  | Rutger Metelerkamp                                     |                                                                      |                                                     |
| 1822–1823           |  | Pierre Thomas Nicolaï                                  |                                                                      |                                                     |
| 1823–1824           |  | Samuel Johannes Sandberg van Essenburg                 | gematigd liberaal                                                    |                                                     |
| 1824–1825           |  | Pierre Thomas Nicolaï                                  |                                                                      |                                                     |
| 1825–1826           |  | Samuel Johannes Sandberg van Essenburg                 | gematigd liberaal                                                    |                                                     |
| 1826–1827           |  | Lodewijk Antoon Reyphins                               |                                                                      |                                                     |
| 1827–1828           |  | Hendrik Maurits van der Goes                           |                                                                      |                                                     |
| 1828–1829           |  | Lodewijk Antoon Reyphins                               |                                                                      |                                                     |
| 1829–1830           |  | Jan Corver Hooft                                       | moderaat (gematigd liberaal)                                         | termijn                                             |
| 1830–1831           |  | Lodewijk van Toulon                                    |                                                                      |                                                     |
| 1831–1832           |  | Hubert Matthijs Adriaan Jan van Asch van Wijck         | ultraconservatief                                                    |                                                     |
| 1832–1833           |  | Hendrik Collot d'Escury                                | gematigd oppositioneel                                               |                                                     |
| 1833–1834           |  | Tammo Sypkens                                          | ultraconservatief                                                    |                                                     |
| 1834–1835           |  | Hendrik Collot d'Escury                                | gematigd oppositioneel                                               |                                                     |
| 1835–1836           |  | Herman Jacob Dijckmeester                              |                                                                      |                                                     |
| 1836–1837           |  | Lodewijk Caspar Luzac                                  | liberaal                                                             |                                                     |
| 1837–1838           |  | Maurits Pico Diederik van Sytzama                      |                                                                      |                                                     |
| 1838–1839           |  | Marinus Willem de Jonge van Campensnieuwland           | ultraconservatief                                                    |                                                     |
| 1839–1840           |  | Oncko van Swinderen van Rensuma                        |                                                                      |                                                     |
| 1840–1841           |  | Hendrik Backer                                         |                                                                      |                                                     |
| 1841–1842           |  | Edmond Willem van Dam van Isselt                       | liberaal                                                             |                                                     |
| 1842–1843           |  | Daniël Théodore Gevers van Endegeest                   | conservatief                                                         |                                                     |
| 1843–1844           |  | Johannes Luyben                                        | moderaat (gematigd liberaal), lid financiële oppositie               |                                                     |
| 1844–1845           |  | Pieter van Akerlaken                                   | conservatief                                                         |                                                     |
| 1845–1847           |  | George Isaäc Bruce                                     | moderaat, lid financiële oppositie                                   |                                                     |
| 1847–1849           |  | Willem Boreel van Hogelanden                           | gematigd liberaal, na 1848 conservatief liberaal                     | termijn                                             |
| 1849–1850           |  | Jan Karel van Goltstein                                | conservatief-liberaal                                                |                                                     |
| 1850–1851           |  | Albertus Jacobus Duymaer van Twist                     | liberaal                                                             |                                                     |
| 1851–1852           |  | Willem Boreel van Hogelanden                           | conservatief-liberaal                                                |                                                     |
| 1852–1853           |  | Willem Hendrik Dullert                                 | liberaal, Thorbeckiaan                                               |                                                     |
| 1853–1855           |  | Willem Boreel van Hogelanden                           | conservatief-liberaal                                                |                                                     |
| 1855–1856           |  | Daniël Théodore Gevers van Endegeest                   | conservatief                                                         |                                                     |
| 1856–1858           |  | Jan Karel van Goltstein                                | conservatief-liberaal                                                |                                                     |
| 03/1858             |  | Willem Anne Schimmelpenninck van der Oye               | conservatief                                                         |                                                     |
| 1858–1869           |  | Gerlach Cornelis Joannes van Reenen                    | conservatief                                                         |                                                     |
| 1869–1880           |  | Willem Hendrik Dullert                                 | liberaal, Thorbeckiaan                                               | termijn                                             |
| 03/1881             |  | Charles Jean François Mirandolle                       | Kappeyniaan                                                          |                                                     |
| 1881–1884           |  | Otto van Rees                                          | liberaal                                                             |                                                     |
| 02-10/1884          |  | Eppo Cremers                                           | liberaal                                                             | 1: 1883–1884                                        |
| 1884–1885           |  | Æneas Mackay                                           | anti-revolutionair                                                   | 1: 1884–1886                                        |
| 1885–1888           |  | Eppo Cremers                                           | liberaal                                                             | 2: 1884–1886 3: 1886–1887 4: 1887–1888              |
| 1888–1891           |  | Gerard Jacob Theodoor Beelaerts Beelaerts van Blokland | anti-revolutionair                                                   | 1: 1888–1891                                        |
| 1891–1901           |  | Johan George Gleichman                                 | oud- (vrij-)liberaal                                                 | 1: 1891–1894 2: 1894–1897 3: 1897–1901              |
| 1901–1905           |  | Æneas Mackay                                           | anti-revolutionair                                                   | 2: 1901–1905                                        |
| 1905–1909           |  | Joan Röell                                             | liberaal                                                             |                                                     |
| 1909–1912           |  | Frederik van Bylandt                                   | Christelijk-Historische Unie                                         |                                                     |
| 1912–1913           |  | Octaaf van Nispen tot Sevenaer                         | Algemeene Bond van RK-kiesverenigingen                               |                                                     |
| 1913–1917           |  | Hendrik Goeman Borgesius                               | Liberale Unie                                                        |                                                     |
| 1917–1921           |  | Dirk Fock                                              | Liberale Unie                                                        |                                                     |
| 1921–1925           |  | Dionysius Koolen                                       | Algemeene Bond van RK-kiesverenigingen                               |                                                     |
| 1925–1929           |  | Charles Ruijs de Beerenbrouck                          | Roomsch-Katholieke Staatspartij                                      | 1: 1925–1929                                        |
| 1929–1933           |  | Josef van Schaik                                       | Roomsch-Katholieke Staatspartij                                      | 1: 1929–1933                                        |
| 1933–1936           |  | Charles Ruijs de Beerenbrouck                          | Roomsch-Katholieke Staatspartij                                      | 2: 1933–1937                                        |
| 1936–1937           |  | Piet Aalberse                                          | Roomsch-Katholieke Staatspartij                                      | 1: 1933–1937                                        |
| 1937–1940 1945–1948 |  | Josef van Schaik                                       | Roomsch-Katholieke Staatspartij Na de oorlog: Katholieke Volkspartij | 2: 1937–1946 3: 1946–1948                           |
| 1948–1963           |  | Rad Kortenhorst                                        | Katholieke Volkspartij                                               | 1: 1948–1952 2: 1952–1956 3: 1956–1959 4: 1959–1963 |
| 1963–1972           |  | Frans-Jozef van Thiel                                  | Katholieke Volkspartij                                               | 1: 1963–1967 2: 1967–1971 3: 1971–1972              |
| 1972–1979           |  | Anne Vondeling                                         | Partij van de Arbeid                                                 | 1: 1972–1977 2: 1977–1981                           |
| 1979–1989           |  | Dick Dolman                                            | Partij van de Arbeid                                                 | 1: 1977–1981 2: 1981–1982 3: 1982–1986 4: 1986–1989 |
| 1989–1996           |  | Wim Deetman                                            | Christen-Democratisch Appèl                                          | 1: 1989–1994 2: 1994–1998                           |
| 1996–1998           |  | Piet Bukman                                            | Christen-Democratisch Appèl                                          | 1: 1994–1998                                        |
| 1998–2002           |  | Jeltje van Nieuwenhoven                                | Partij van de Arbeid                                                 | 1: 1998–2002                                        |
| 2002–2006           |  | Frans Weisglas                                         | Volkspartij voor Vrijheid en Democratie                              | 1: 2002–2003 2: 2003–2006                           |
| 2006–2012           |  | Gerdi Verbeet                                          | Partij van de Arbeid                                                 | 1: 2006–2010 2: 2010–2012                           |
| 2012–2015           |  | Anouchka van Miltenburg                                | Volkspartij voor Vrijheid en Democratie                              | 1: 2012–2017                                        |
| 2016–2021           |  | Khadija Arib                                           | Partij van de Arbeid                                                 | 1: 2012–2017 2: 2017–2021                           |
| 2021–2023           |  | Vera Bergkamp                                          | Democraten 66                                                        | 1: 2021–2023                                        |
| 2023–               |  | Martin Bosma                                           | Partij voor de Vrijheid                                              | 1: 2023-                                            |